# Kyros den stores mausoleum

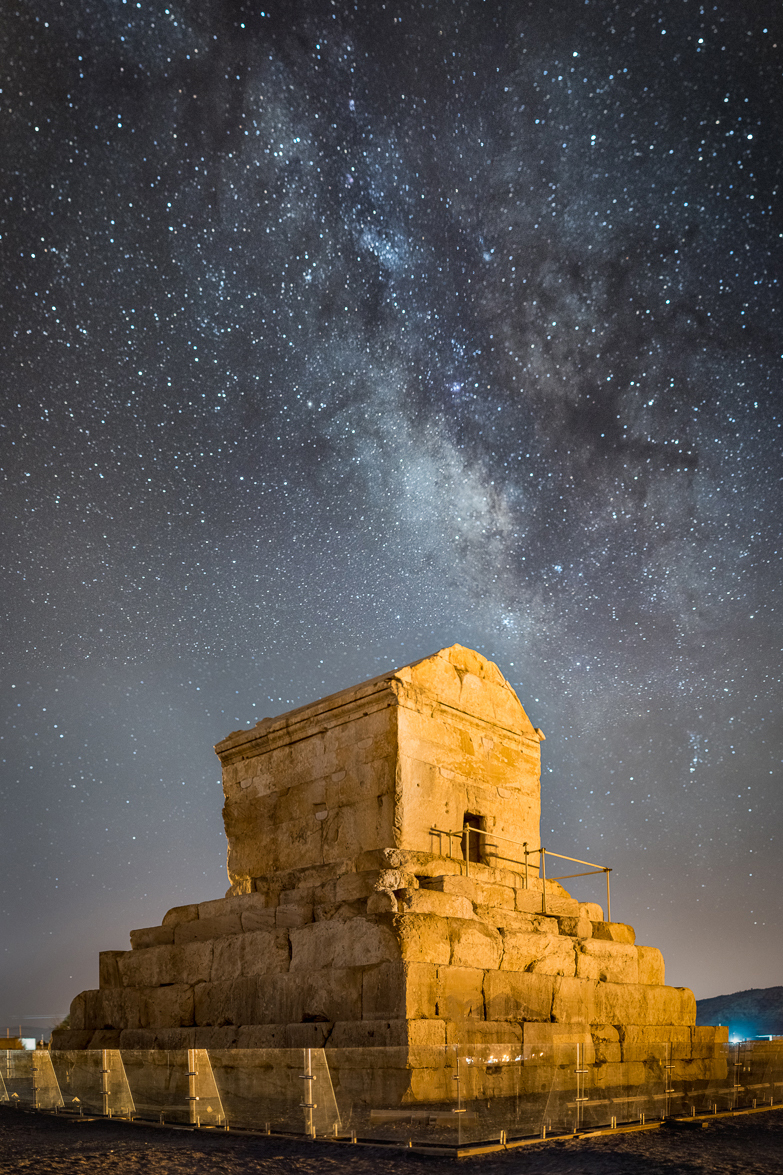
Kyros den stores mausoleum.

Kyros den stores mausoleum (persiska: آرامگاه کوروش بزرگ), där Kyros II är begravd, är beläget vid vägen som ansluter Esfahan till Shiraz i provinsen Fars. Under Atabeg av Fars tid (1200-talet) nåddes högt välstånd på Morghabs slätter (där mausoleet finns) och mausoleets område formades då till en moské.